# Marcelino Fernández Verdes
Marcelino Fernández Verdes (Oviedo, 1955) es un ex-directivo español.

## Biografía
Es Ingeniero de Caminos, Canales y Puertos por la Escuela Superior de ICCP de Barcelona.
En 1994, es nombrado director general de OCP Construcciones en 1994. En 1998, asume el cargo de Consejero Delegado de ACS Proyectos, Obras y Construcciones S.A., y en 2000 es nombrado Presidente y Consejero Delegado de la misma. 
En 2004, tras la fusión entre el Grupo ACS y el Grupo Dragados es nombrado Presidente y Consejero Delegado de Dragados, así como responsable del área de Construcción.
En 2006, es nombrado Presidente y Consejero Delegado de ACS Servicios y Concesiones, así como responsable de las áreas de Concesiones y Medio Ambiente del Grupo, responsabilidad que mantiene hasta marzo de 2012. 
En abril de 2012 es nombrado miembro del Comité Ejecutivo de Hochtief AG y Presidente del mismo en noviembre de ese mismo año, y asume la responsabilidad de la división HOCHTIEF Asia Pacífico. De marzo de 2014 a octubre de 2016, fue Consejero Delegado (CEO) de la empresa CIMIC del grupo australiano HOCHTIEF, y presidente ejecutivo de CIMIC desde junio de 2014. 
En mayo de 2017, es nombrado Consejero Delegado del Grupo ACS, cargo que ostenta hasta que en marzo de 2021 renuncia por voluntad propia.
Desde mayo de 2018 preside el Grupo Abertis en sustitución de Salvador Alemany, como resultado de la OPA que la constructora alemana lanzó sobre el grupo de concesiones en nombre de ACS y Atlantia.